# Amphoe Nikhom Kham Soi
Amphoe Nikhom Kham Soi (Thai อำเภอนิคมคำสร้อย) ist ein Landkreis (Amphoe – Verwaltungs-Distrikt) im Norden der  Provinz Mukdahan. Die Provinz Mukdahan liegt im westlichen Teil der Nordost-Region von Thailand, dem so genannten Isan.

## Geographie
Benachbarte Landkreise sind (von Westen im Uhrzeigersinn): Nong Sung, Mueang Mukdahan und Don Tan der Provinz Mukdahan, Loeng Nok Tha in der Provinz Yasothon.

## Geschichte
Nikhom Kham Soi wurde am 2. Juni 1975 zunächst als „Zweigkreis“ (King Amphoe) eingerichtet, indem die fünf Tambon Nikhom Kham Soi, Na Kok, Na Udom, Nong Waeng und Kok Daeng vom Amphoe Mueang Mukdahan abgetrennt wurden. 
Am 25. März 1979 wurde Nikhom Kham Soi zum Amphoe heraufgestuft. 
Als 1982 die neue Provinz Mukdahan geschaffen wurde, war Nikhom Kham Soi einer der Landkreise, aus denen die neue Provinz ursprünglich bestand.

## Verwaltung

### Provinzverwaltung
Der Landkreis Nikhom Kham Soi ist in sieben Tambon („Unterbezirke“ oder „Gemeinden“) eingeteilt, die sich weiter in 79 Muban („Dörfer“) unterteilen.
| Nr. | Name            | Thai      | Muban | Einw. |
| --- | --------------- | --------- | ----- | ----- |
| 01. | Nikhom Kham Soi | นิคมคำสร้อย | 14    | 9.313 |
| 02. | Na Kok          | นากอก     | 13    | 5.463 |
| 03. | Nong Waeng      | หนองแวง   | 11    | 7.434 |
| 04. | Kok Daeng       | กกแดง     | 13    | 5.371 |
| 05. | Na Udom         | นาอุดม     | 12    | 8.283 |
| 06. | Chok Chai       | โชคชัย     | 09    | 4.587 |
| 07. | Rom Klao        | ร่มเกล้า    | 07    | 3.233 |

### Lokalverwaltung
Es gibt zwei Kommunen mit „Kleinstadt“-Status (Thesaban Tambon) im Landkreis:
- Nikhom Kham Soi (Thai: เทศบาลตำบลนิคมคำสร้อย) besteht aus Teilen der Tambon Nikhom Kham Soi, Na Kok und Chok Chai,
- Rom Klao (Thai: เทศบาลตำบลร่มเกล้า) besteht aus dem gesamten Tambon Rom Klao.

Außerdem gibt es sechs „Tambon-Verwaltungsorganisationen“ (องค์การบริหารส่วนตำบล – Tambon Administrative Organizations, TAO):
- Nikhom Kham Soi (Thai: องค์การบริหารส่วนตำบลนิคมคำสร้อย)
- Na Kok (Thai: องค์การบริหารส่วนตำบลนากอก)
- Nong Waeng (Thai: องค์การบริหารส่วนตำบลหนองแวง)
- Kok Daeng (Thai: องค์การบริหารส่วนตำบลกกแดง)
- Na Udom (Thai: องค์การบริหารส่วนตำบลนาอุดม)
- Chok Chai (Thai: องค์การบริหารส่วนตำบลโชคชัย)